# Burgstall Rechbergle
Der Burgstall Rechbergle ist eine abgegangene, mittelalterliche Höhenburg bei 691,3 m ü. NHN auf dem „Rechbergle“, auch als Schwarzhorn bezeichnet, beim heutigen Wohnplatz Tannweiler der Gemeinde Waldstetten gegenüber der abgegangenen Burg Granegg im Ostalbkreis in Baden-Württemberg.

## Beschreibung
Auf der dreieckigen, im Süden spitzen Bergplateau zeigen sich noch Wall- und Grabenreste, deren genaue Bedeutung bislang nicht gedeutet wurde. Mauerreste sind auf dem Berg nicht mehr vorhanden. 

## Geschichte
Es ist völlig unklar, welches Geschlecht die Burg einst erbaute. Aufgrund alter Urkunden und der räumlichen Nähe könnten die  Herren von Stoffeln aus dem nahen Weilerstoffel die Burg errichtet haben. Allerdings könnte das Rechbergle auch der Stammsitz der Herren vom Holtz gewesen sein. Letztere besaßen Güter in den umliegenden Ortschaften Christentalhof, Tannweiler, Winzingen und Wißgoldingen.
Die Burg scheint früh abgegangen zu sein, da sich über sie keine Nachrichten erhalten haben. Die Steine dürften von der Einwohnerschaft der umliegenden Dörfer abtransportiert und verwertet worden sein. Der Transport von nicht mehr benötigten Bausteinen war im Mittelalter keine Ausnahme, sondern die Regel. Noch um das Jahr 1800 wurde von „Schatzgräbern“ auf dem Berg berichtet.
Im Jahre 1963 wurden Grabungen auf dem Rechbergle vorgenommen. Dabei kamen Eisenteile, Dachziegel-Fragmente, Knochen, Kohlestückchen und Scherben aus gebranntem Ton zum Vorschein. Im Mai 1963 wurde die Anlage von dem damaligen Landeskonservator Hartwig Zürn besichtigt. Er schloss eine keltische Herkunft aus und datierte die Entstehung der Burg ins Mittelalter.